# Marrow (comics)
Sarah, alias Marrow est une super-vilaine évoluant dans l'univers Marvel de la maison d'édition Marvel Comics. Créé par le scénariste Jeph Loeb et le dessinateur David Brewer, le personnage de fiction apparaît pour la première fois, enfant, dans le comic book Cable #15 en septembre 1994, et en tant qu'adulte dans X-Men Prime en 1995.

## Biographie du personnage

### Origines
Enfant, la mutante Sarah vivait parmi la communauté des Morlocks dans les égouts de New York. Quand ces mutants sont pourchassés par les Maraudeurs, elle est témoin de la mutilation d'Angel et est sauvée par Gambit, encore inconnu des X-Men.
Des années plus tard, les survivants sont apparemment tués par Mikhail Rasputin. Ils sont en fait transportés dans une autre dimension où le temps s'écoule plus vite. Là, Mikhail établit une forteresse sur une grande colline et opte pour un mode de vie où seul le fort survivra.
Pendant son adolescence, Marrow est prise en charge par Callisto.

### Gene Nation
Devenue jeune adulte, ses vues radicales sur l'humanité l'isolent du reste des mutants pacifiques et elle forme Gene Nation, un groupuscule terroriste. Si quelqu'un parvient à aller en haut de la colline, il est jugé apte à rejoindre le mouvement.
Revenue sur terre, où le temps est passé plus lentement, Marrow engage son groupe dans une campagne secrète d'assassinats à l'encontre des humains. Après un conflit avec Génération X, Gene Nation est finalement vaincu par les X-Men. Dans un duel final, qu'elle avait préparé en reliant une bombe à son cœur, elle attaque Tornade, l'ancienne reine des Morlocks, dans le but de la faire plier ou de se faire elle-même tuer. Tornade empale le cœur de Marrow. Cependant, à l'insu de tous, cette dernière survit grâce à son deuxième cœur. Marrow retrouve finalement Callisto, et cette dernière tente de réfréner ses actions terroristes.

### Chez les X-Men
Après un combat contre Cable, Marrow et Callisto s'échappent. lors du crossover Opération Tolérance Zéro, Callisto est attaquée par une Sentinelle Prime. Elle envoie Marrow chercher de l'aide chez ses anciens adversaires, les X-Men.
Elle rejoint à contrecœur l'équipe mutante, sous la surveillance de Wolverine. Elle s'amourache de Rocket.
À la même période, elle entre en conflit avec Spider-Man, car tous deux enquêtaient sur des disparitions dans les égouts. Finalement, il s'associèrent pour vaincre le vampire Hunger.
Durant une aventure dans une autre dimension, Gambit, incapable de contrôler ses pouvoirs, la blesse par accident. Elle voyage aussi dans le temps, allant jusque sur le monde natal des Skrulls avant la venue de Galactus. Un appareil médical améliore le contrôle de son pouvoir, et elle revient sur Terre avec une apparence presque normale. Sa personnalité en est affectée, et elle montre alors un côté plus doux.
Elle quitte les X-Men durant l'arc narratif X-Men Revolution.
On la retrouve lobotomisée par le SHIELD avec une nouvelle identité, Sarah Rushman (un alias déjà utilisée par la Veuve noire dans le passé). Sa mission est d'assassiner un LMD (androïde) devenu fou. Pour la contrôler, le SHIELD lui injecte régulièrement des produits psychotropes. Mais grâce à Spider-Man, elle échappe au SHIELD en faisant croire à son suicide.

### Recrue de Weapon X
Marrow est ensuite recrutée par l'organisation Weapon X qui lui rend une apparence humaine, en échange de ses talents d'assassin. Mais elle découvre les projets anti-mutants de ses employeurs et les abandonne.
Elle contacte le reste du réseau souterrain de Cable pour remonter une unité Gene Nation. Devenue cheffe de file du mouvement, elle lance plusieurs attaques terroristes à travers les États-Unis, jusqu'à ce que l'Agent Zéro ne massacre ses membres. L'Agent Zéro lui laissa pourtant la vie sauve, ne désirant pas que Marrow devienne une martyre pour les mutants survivants de Gene Nation. Toutefois, il lui annonce qu'il reviendra pour elle quand tous les terroristes de Gene Nation auront été retrouvés et éliminés.

### Après leM-Day
Marrow fait partie des mutants ayant perdu leurs pouvoirs après la Décimation. Possédant encore quelques marques physiques de ses pouvoirs désormais disparus, elle cache son existence mais accepte toutefois de se faire interviewer par la journaliste Sally Floyd.

### Membre de X-Cell
On revoit Marrow une nouvelle fois dans un groupe terroriste : X-Cell.
Elle y affronte M et Cyrène de Facteur-X, puis s'oppose à l'homme à l'origine de la création de X-Cell, Vif-Argent. Blessée lors du combat, elle s'enfuit avec Callisto dans les égouts pour échapper au gouvernement.

## Pouvoirs et capacités
Marrow est une mutante. Elle a perdu ses pouvoirs lors du M-Day. Ses cheveux et sa peau sont d'une teinte rose profond.
En complément de ses pouvoirs, Marrow est entraînée au combat et possède de solides connaissances en pistage et en infiltration.
- Marrow possède un squelette en permanente excroissance. Elle utilise ce don pour créer des épines osseuses sur ses articulations, la rendant très dangereuse au corps à corps.
- Ses os sont bien plus solides que ceux d'un être humain normal.
- Un facteur de régénération la protégeait de toutes les plaies provoquées par son pouvoir. Ce facteur semblait aussi la protéger des maladies et l'aidait à remettre en place les os disloqués.
- Marrow possédait un deuxième cœur.
- On pense que l'expérience de Marrow la rendit plus agile et plus forte qu'une femme de son âge et de sa condition.
- En tant que Morlock, sa vision est plus développée qu'un être humain et assez bonne pour lui permettre de repérer des détails dans un environnement sombre.